# Félix Ruiz
Félix Ruiz Gabari (14. červenec 1940, Olite – 11. únor 1993, Madrid) byl španělský fotbalista. Nastupoval především na postu záložníka.
Se španělskou reprezentací vyhrál mistrovství Evropy roku 1964, byť na závěrečném turnaji nenastoupil. V národním týmu působil v letech 1961–1963 a nastoupil ve 4 zápasech, v nichž vstřelil jednu branku.
S Realem Madrid vyhrál Pohár mistrů evropských zemí 1965/66. Stal se s ním šestkrát mistrem Španělska (1961/62, 1962/63, 1963/64, 1964/65, 1966/67, 1967/68) a získal španělský pohár (1961/62).